# Campeonato Carioca 1911
In 1911 werd het zesde Campeonato Carioca gespeeld voor voetbalclubs uit de toen nog Braziliaanse hoofdstad Rio de Janeiro. De competitie werd gespeeld van 2 april tot 22 oktober. Nadat Botafogo vorig jaar kampioen geworden was werd de club ook nu titelfavoriet. De club won de eerste twee wedstrijden met duidelijke cijfers, maar de derde wedstrijd tegen América verliep tumultueus en het kwam zelfs tot een vechtpartij. Botafogo trok zich uiteindelijk terug uit de competitie. Fluminense werd kampioen. 

## Eindstand
| Plaats | Club                  | Wed.           | W              | G              | V              | Saldo          | Ptn.           |
| ------ | --------------------- | -------------- | -------------- | -------------- | -------------- | -------------- | -------------- |
| 1.     | Fluminense            | 6              | 6              | 0              | 0              | 21:1           | 12             |
| 2.     | America               | 6              | 3              | 1              | 2              | 13:13          | 7              |
| 3.     | Rio Cricket           | 6              | 1              | 1              | 4              | 9:19           | 3              |
| 4.     | Paysandu Cricket Club | 6              | 1              | 0              | 5              | 7:17           | 2              |
| 5.     | Botafogo              | Teruggetrokken | Teruggetrokken | Teruggetrokken | Teruggetrokken | Teruggetrokken | Teruggetrokken |

|  | Kampioen |

### Kampioen
| Campeonato Carioca de 1911     |
| Rio de Janeiro                 |
| ------------------------------ |
| FLUMINENSE Kampioen (5° titel) |